# Буддизм в Кашмире
Кашмир был одним из важных центров распространения и развития буддизма. Буддизм был частью классической кашмирской культуры, что отразилось в «Ниламата-пуране» и «Раджатарангини», написанной Калханой. Буддизм, скорее всего, стал доминирующей религией в Кашмире во времена императора Ашоки, хотя был распространён там гораздо раньше. Буддизм пользовался покровительством не только со стороны буддийских, но и со стороны индуистских и даже мусульманских правителей. Из Кашмира буддизм распространился на соседний Ладак.

## Суррендра
Первый известный правитель Кашмира, Гонанда (упомянутый в «Раджатарангини»), имел отношение к Джарасандхе, который правил в Магадхе, во время Войны Курукшетра (война Кауравов и Пандавов). Суррендра был, возможно, первым буддийским царём Кашмира. Он построил первые монастыри (вихары) в Кашмире. Один из них, известный как Нарендрабхавана находился в городе Саурака (Суру, недалеко от Зоджи Ла). Другой монастырь, Саураса, находился у деревни Совур, на берегу озера Анчар, севернее Шринагара.

## Маурьи

### Ашока
Кашмир был расположен недалеко от столицы Маурья города Паталипутра, и пользовался благосклонностью Ашоки. Столица провинции Шринагари (Шринагар) «был блистательным с процветанием и богатством». В соответствии с буддистским писателем Таранатхой, буддистский проповедник Мадхяантика принёс культивацию шафрана в Кашмир. Буддизм и шиваизм процветали в Кашмире, пользуясь покровительством Ашоки в равной мере и не соперничая друг с другом. Калхана отмечает, что Ашока построил два шиваистских храма в Виджайешвара (Биджбихара), а ряд других отремонтировал. В Витастатре (Ветхавутур) и в Шускалетре (Хукхалитар) он построил несколько монастырей и ступ. Он послал Мадхьянтику для распространения буддизма в Кашмире и Гандхаре.

### Наследники Ашоки
Буддизм временно потерял свою силу во время правления наследников Ашоки Джалауки и Дамодары. Калхана, историк-индуист утверждал, что большое число буддийских учёных было побеждено в дебатах с гуру Аваджута, служившего Джалауки. Позже, однако, Джалаука построил монастырь Критьяшрамавихара, в непосредственной близости от Варахи Мула, который существовал до XI века. От Дамодары до Кушанов история Кашмира не известна.

## Кушаны
Кушанский период был возрождением буддизма в Кашмире, особенно в правление Канишки. Четвёртый буддийский собор состоялся в Кашмире, под председательством Катяянипутры, во времена Канишки. Буддистский философ из Южной Индии Нагарджуна жил в Кашмире во времена Канишки.

## Пост-кушанский период
В правление Абхиманью, который в хронике Калханы следует за Канишкой, буддисты под руководством Нагарджуны победили в диспуте с шиваитами и привлекло многих к буддизму. Тем не менее, в правление Чандрадевы, возобновление изучения работ Патанджали, таких как «Махабхашья» которая к тому времени стала редкостью, это стало свидетельством оживления шиваизма. Ко времени Гонанды произошло возрождение старой философии.
Никто не знает какой вере был привержен Пратападитья, потомок Гуптов, и его наследники, хотя он предоставил свободу вероисповедания своим подданным. Буддисты отмечали свои неудачи при правлении эфталитов («белых гуннов»). Сюаньцзан упоминает гонения Михиракулы на буддистов.

## Мегхавахана
После смерти Михаракулы, Кашмиром правил Мегхавахана, который принадлежал к старой кашмирской династии.